# Parque Natural Marismas de Alba
O Parque Natural Marismas de Alba, Sapal de Alba ou Xunqueira de Alba em galego, é um sapal natural na cidade de Pontevedra, em Espanha, e um dos poucos pântanos salgados da ria de Pontevedra. É um parque utilizado como local para caminhar, andar de bicicleta e observar a flora e a fauna.

## Localização e acesso
O parque está situado na foz do rio Rons, no rio Lérez - Ria de Pontevedra, no sul da freguesia de Alba, a poucos metros da zona norte da cidade de Pontevedra. Basta atravessar a ponte bow-string das Correntes para se chegar à entrada do parque, na rua Domingo Fontán. Faz fronteira a leste com o bairro da Santiña e o Caminho português e a oeste com a autoestrada do Atlântico.

## História
Não havia planos para utilizar as marismas até finais dos anos 70, quando, devido à falta de terrenos industriais no município de Pontevedra, foi decidido drená-lo e transformá-lo numa zona industrial. Também se tinha pensado em construir um novo estádio de futebol ou mesmo um parque temático.
No entanto, a Associação San Benito da freguesia de Lérez, reclamou parte do terreno como um espaço comum aos habitantes de Lérez, o que salvou esta área de grande riqueza natural da destruição. Em 1981, um tribunal de Pontevedra ordenou a suspensão dos trabalhos de construção de uma zona industrial e comercial que ali se pretendia desenvolver.
Como as marismas de Alba se encontravam num estado de grave degradação, o Ministério do Ambiente espanhol decidiu recuperá-las. A reabilitação do pântano salgado foi planejada pelo governo socialista de Felipe González e foi inaugurada em 2000, com Mariano Rajoy como vice-presidente do governo espanhol.

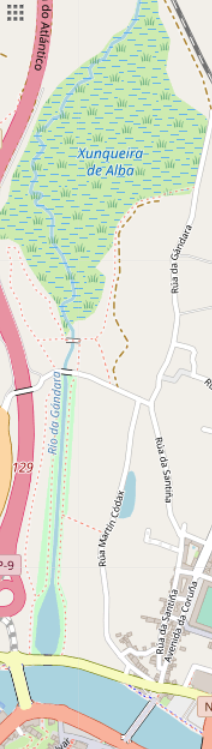
Mapa do Parque Natural Marismas de Alba

Em 2001, a Câmara Municipal de Pontevedra assumiu a manutenção do sapal de Alba. A Câmara Municipal efectuou a limpeza do rio, a poda das árvores e a recuperação ou substituição de espécimes doentes, a ceifa dos prados e o controlo selectivo de ervas daninhas, entre outros trabalhos.
Em 2012, o Parque Natural foi declarado a primeira Área Natural de Interesse Local (ENIL) na Galiza.
No final de Dezembro de 2021, foi apresentado o projecto de ampliação do parque com uma floresta nativa de 17.000 metros quadrados em frente à Avenida Domingo Fontán, no local do parque de maquinaria pesada e do Gabinete Provincial de Impressão do Conselho Provincial de Pontevedra, que foram demolidos. Espécies como o carvalho-roble, sobreiro, freixo preto, aveleira, salgueiro, medronheiro, salgueiro-negro, azevinho e loureiro foram plantadas. Foi traçado um caminho entre a rota do Rio Rons e este novo espaço verde aberto, que foi equipado com iluminação pública e mobiliário urbano.

## Descrição
Tres áreas podem ser diferenciadas no parque : a marisma ou pântano salgado, o matagal e a planície lamacenta na foz do rio Rons. 
A área pantanosa do parque natural permanece sujeita ao fluxo das marés e assim, de seis em seis horas, uma parte do parque muda de ser coberta por água para ser exposta.
Neste habitat, de grande importância paisagística e ecológica, existem mais de duzentas variedades de plantas (entre as quais se destacam Acácias, orquídeas, salgueiros ou eucaliptos) e cerca de setenta espécies animais listadas. Há também muitos juncos, daí o nome galego xunqueira (junco).
É um ambiente que abriga uma grande variedade de espécies naturais, tanto aves como animais, tais como aves aquáticas, borboletas, libélulas, anfíbios e pequenos mamíferos. Por esta razão, o parque e o pântano salgado estão actualmente protegidos. Há três miradouros no parque para observar pássaros no seu habitat natural.
Um estudo realizado entre os dias 14 de abril e 30 de setembro de 2020 detectou até 73 espécies diferentes de aves neste parque natural, incluindo  garzas-brancas-pequenas,  estrelinhas-de-cabeça-listada,  guarda-rios-comuns ou pica-peixes, da galinhas-d’água ou frangos d’água, andorinhãos-pálidos, felosas-dos-juncos,  papa-moscas-pretos, gaviãos-da-europa, guarás ou rolas-comuns. Um total de 142 aves foram vistas e registadas nesta área natural. ·  · 
Numa das entradas do parque encontra-se um parque para cães inaugurado em 2010, constituído por um grande recinto metálico onde os cães podem correr e brincar livremente.

## Galeria de imagens

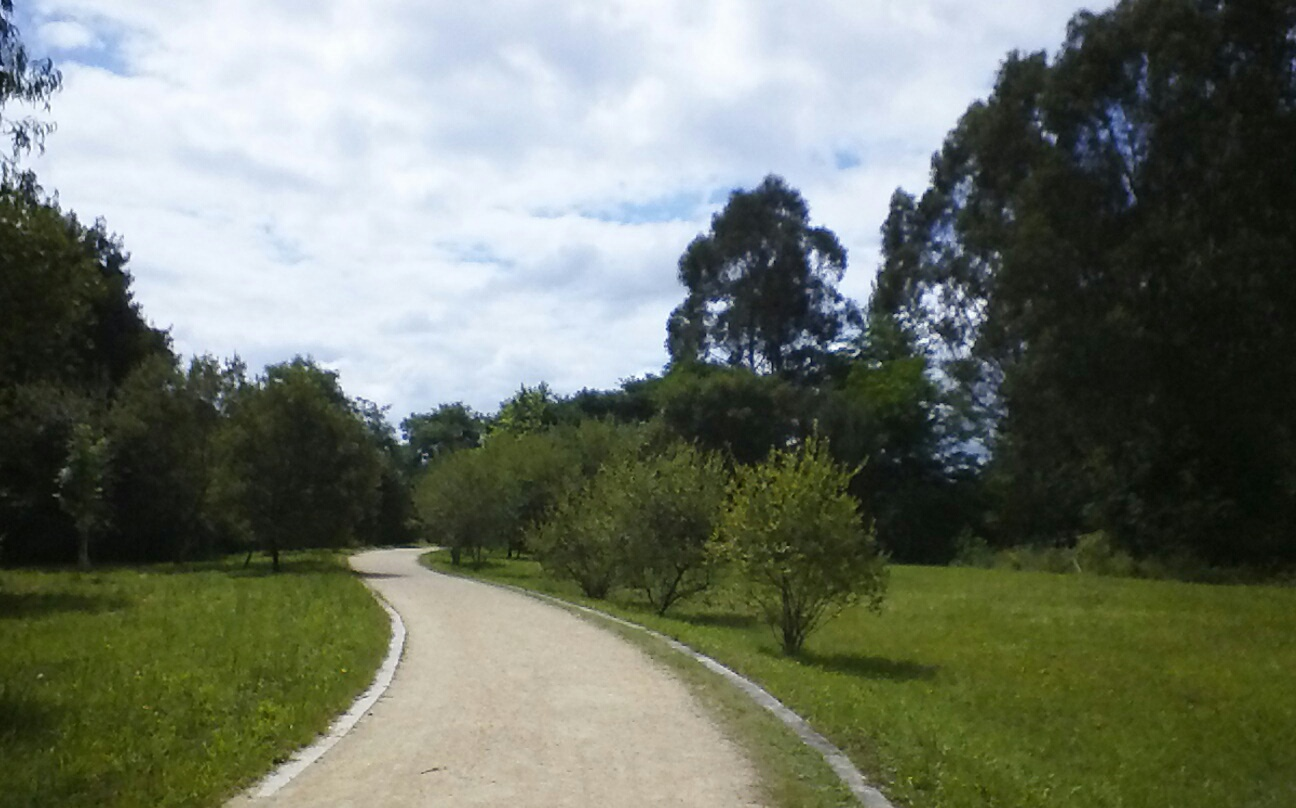
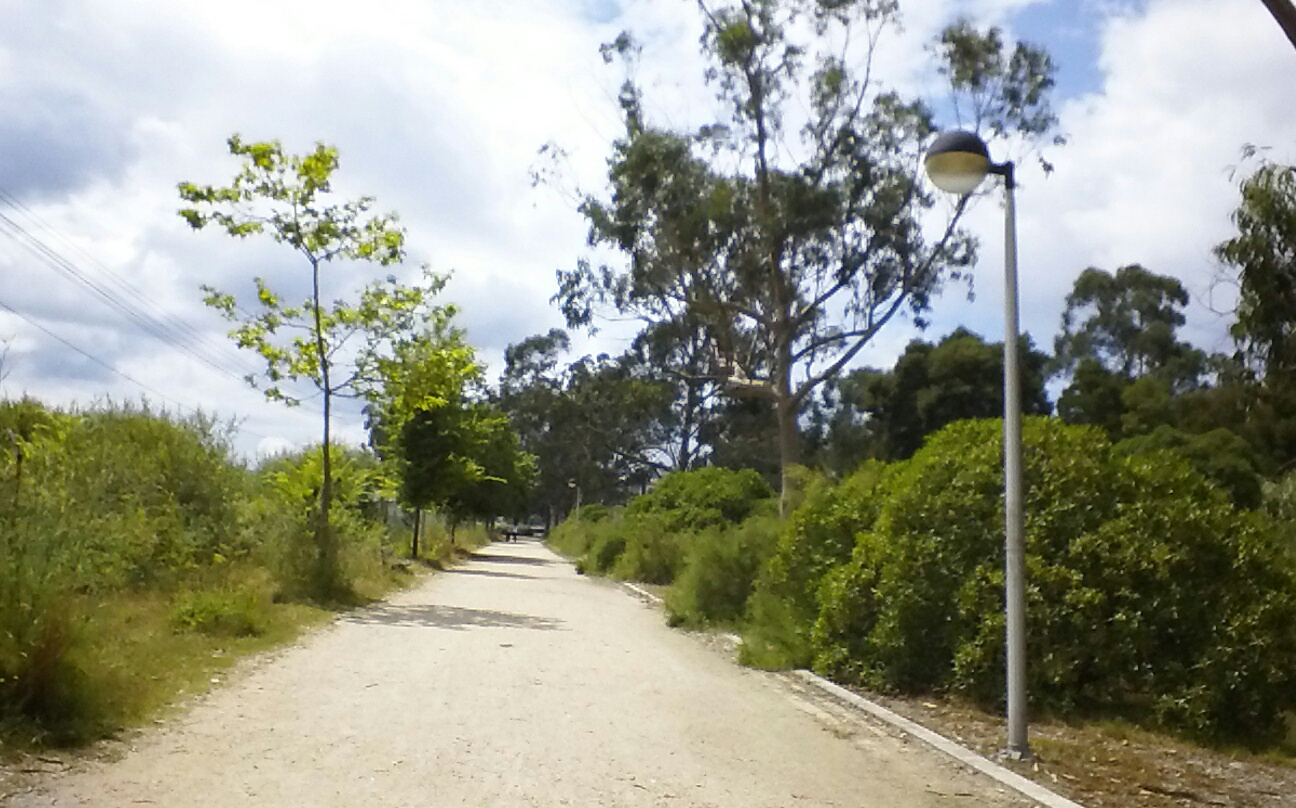
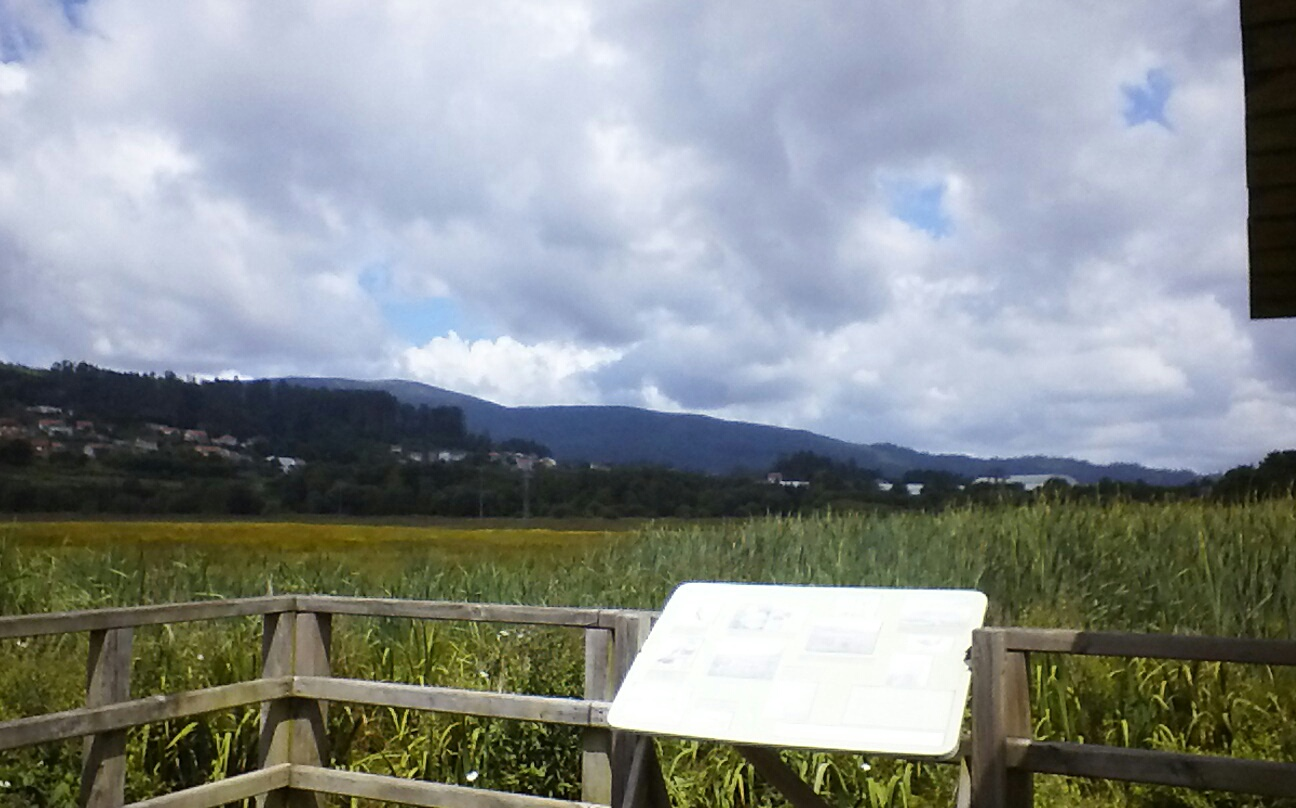
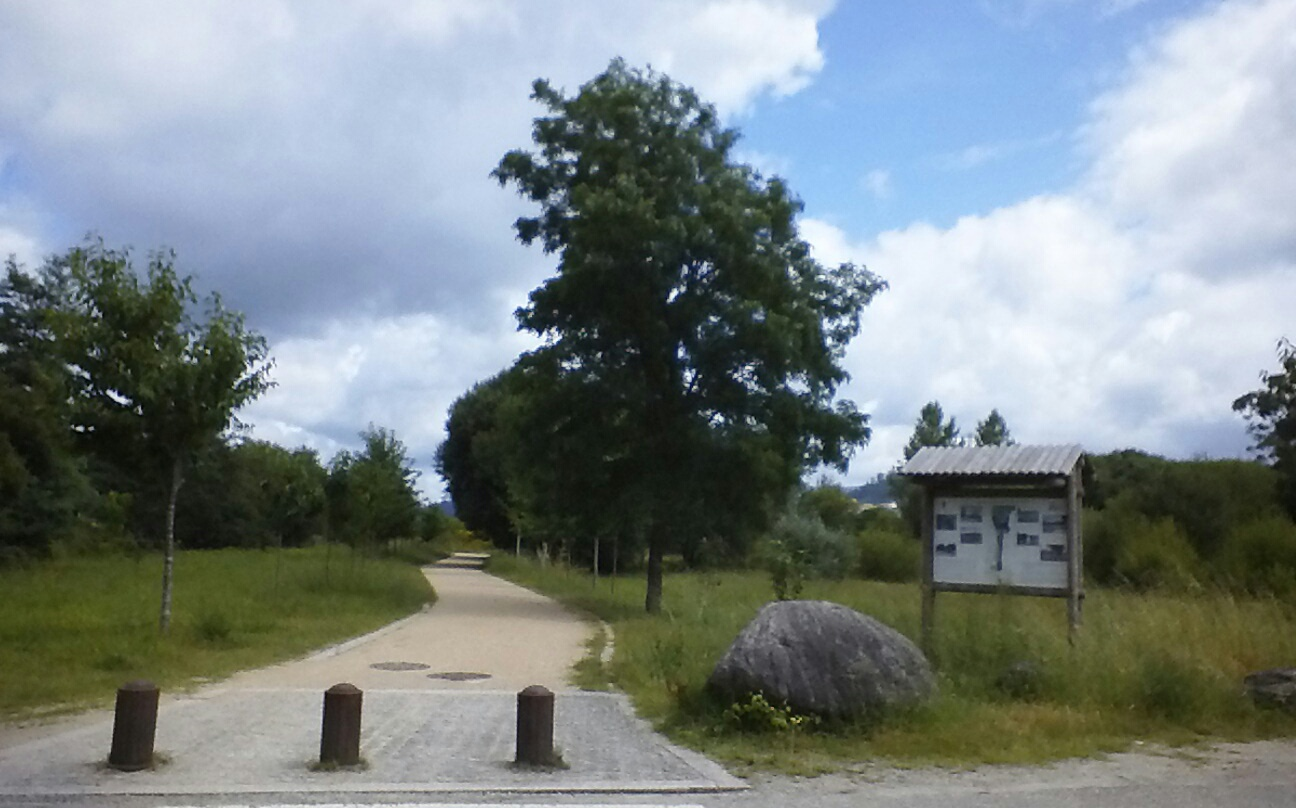
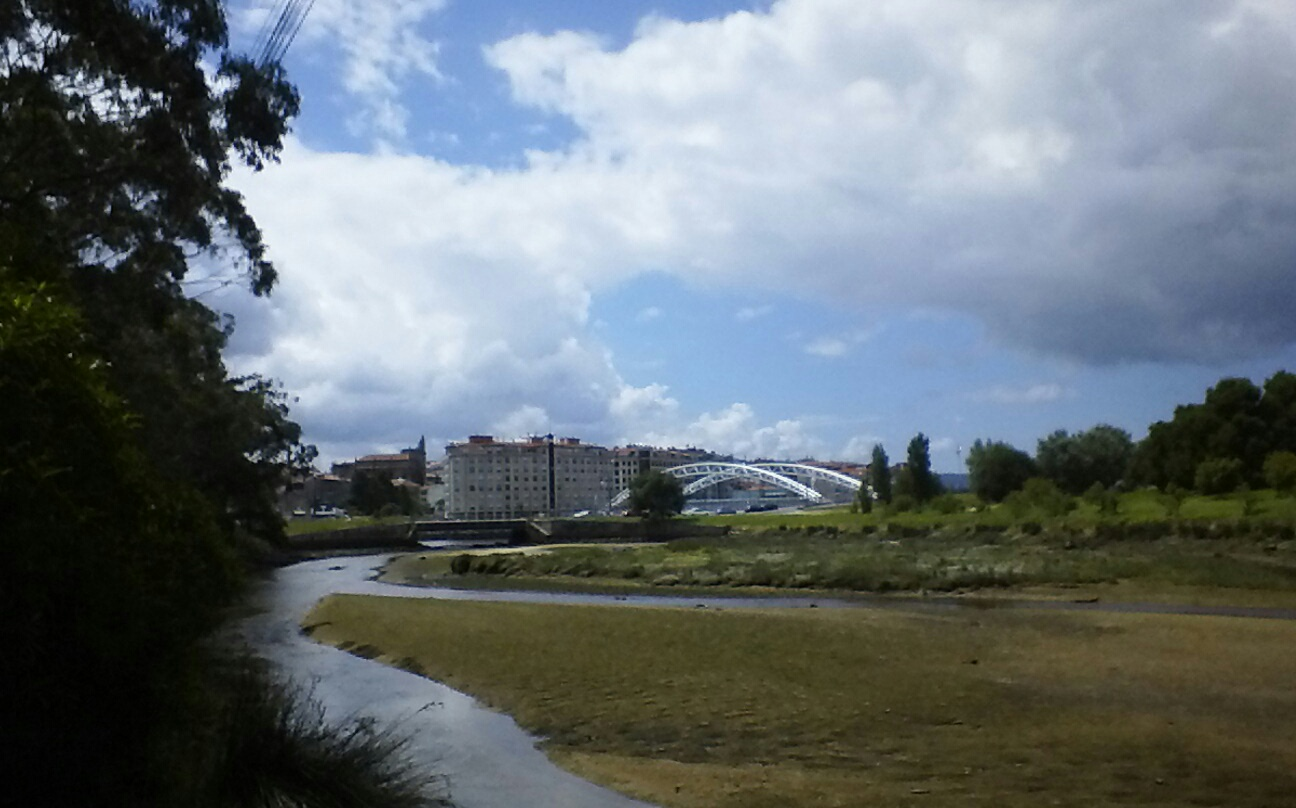
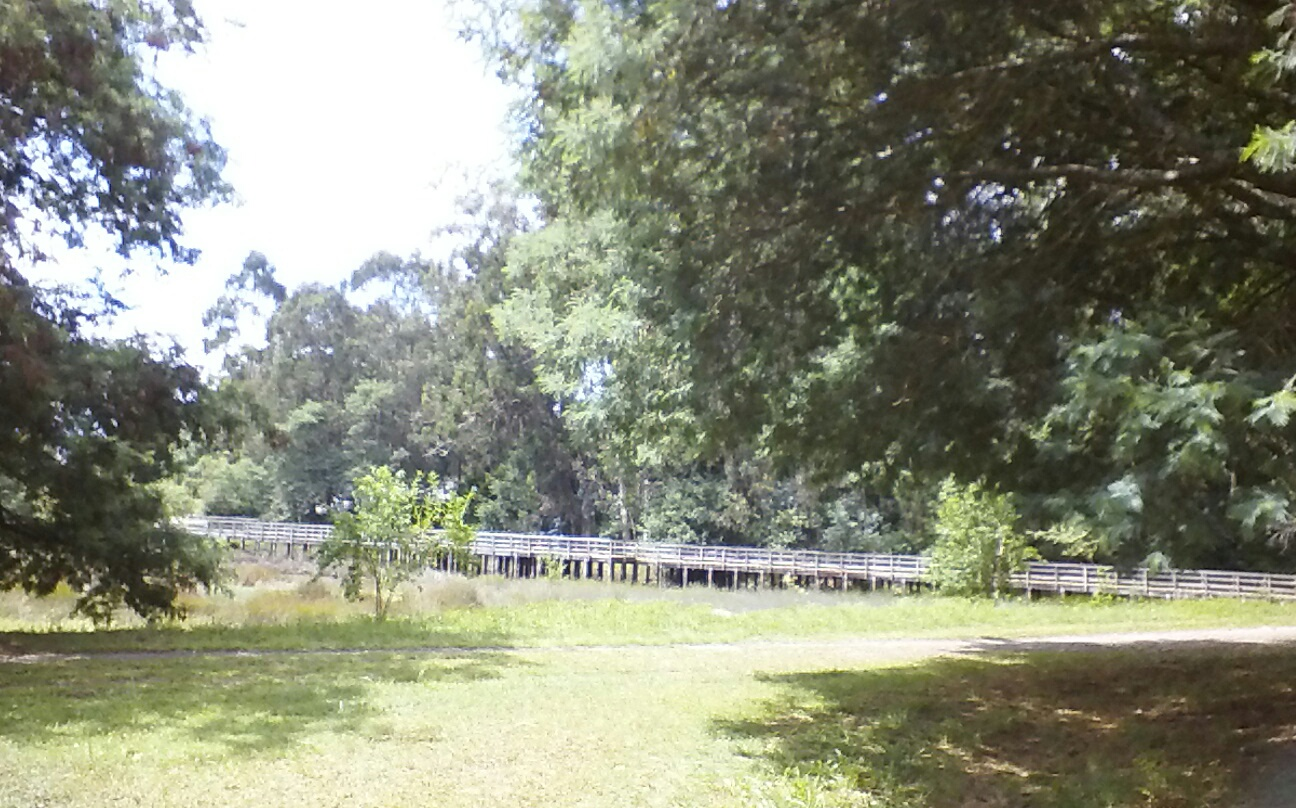
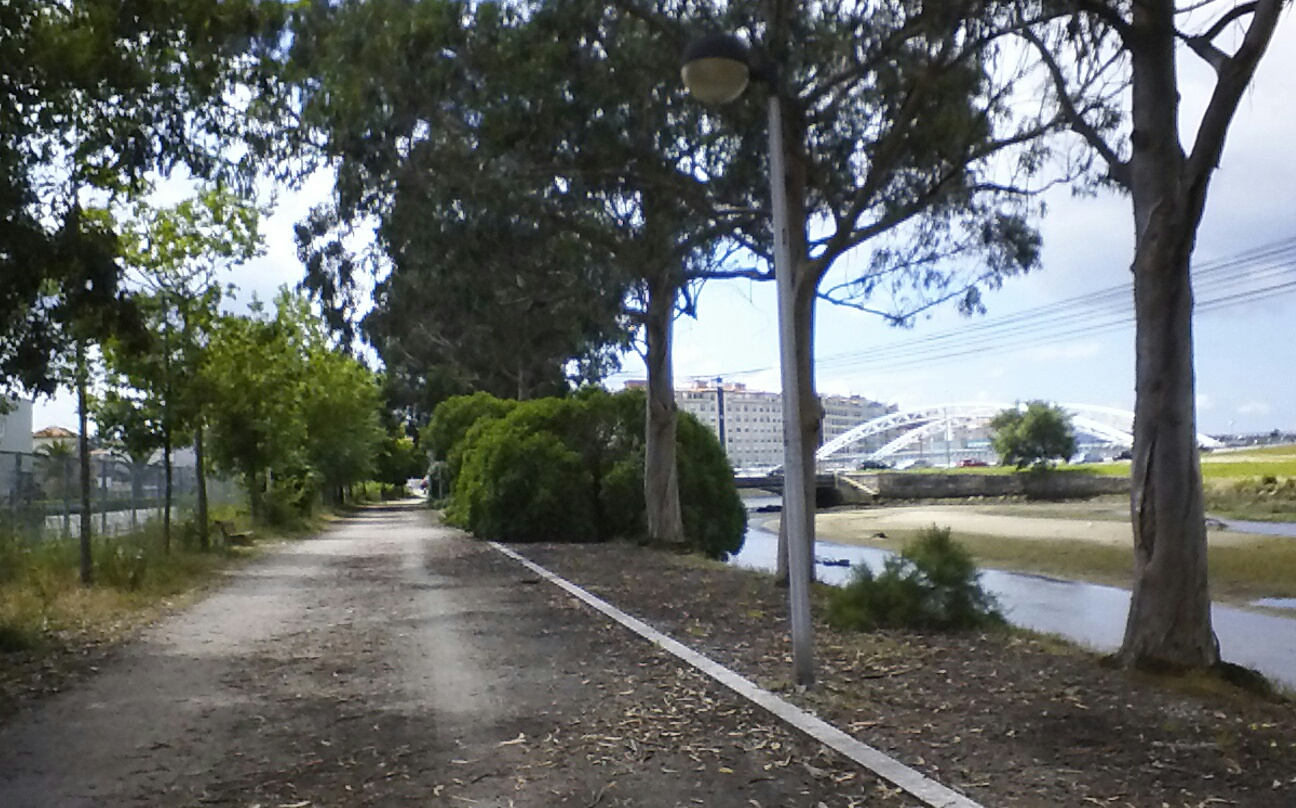
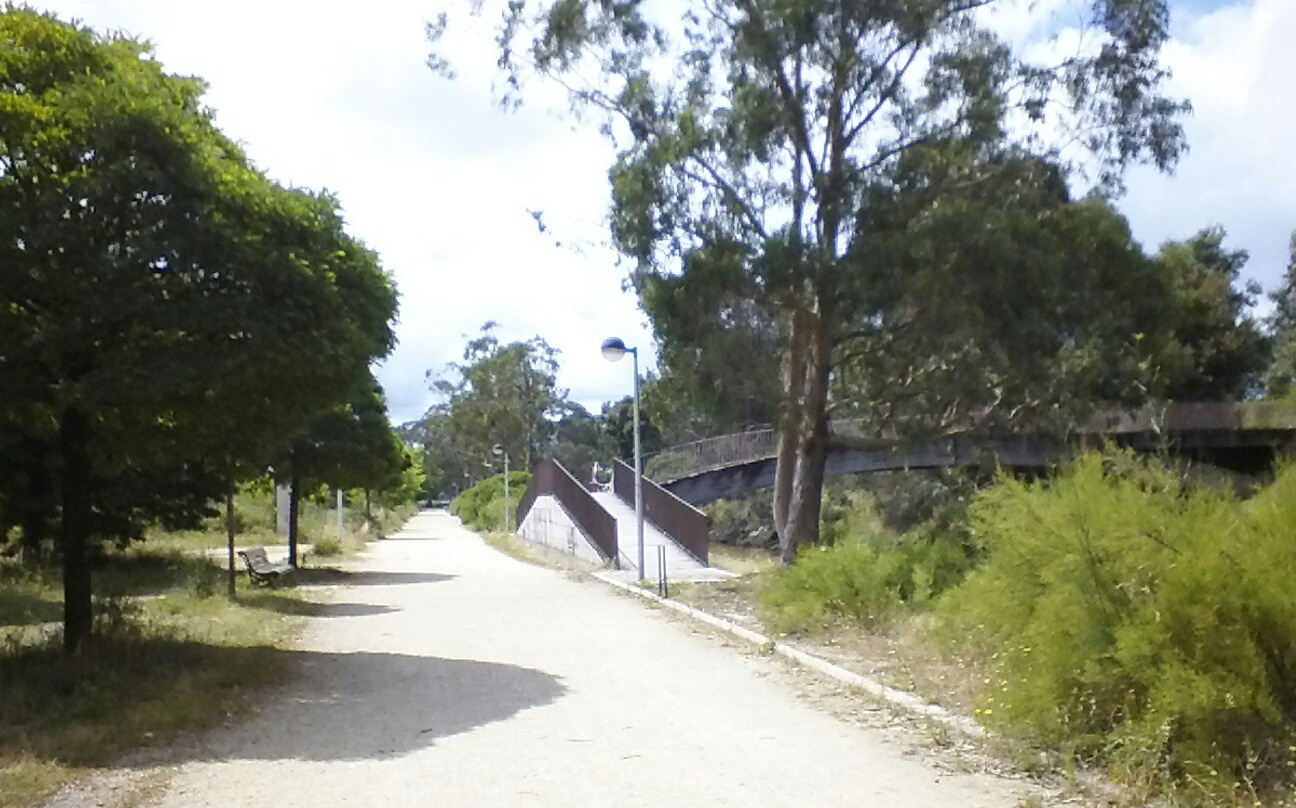
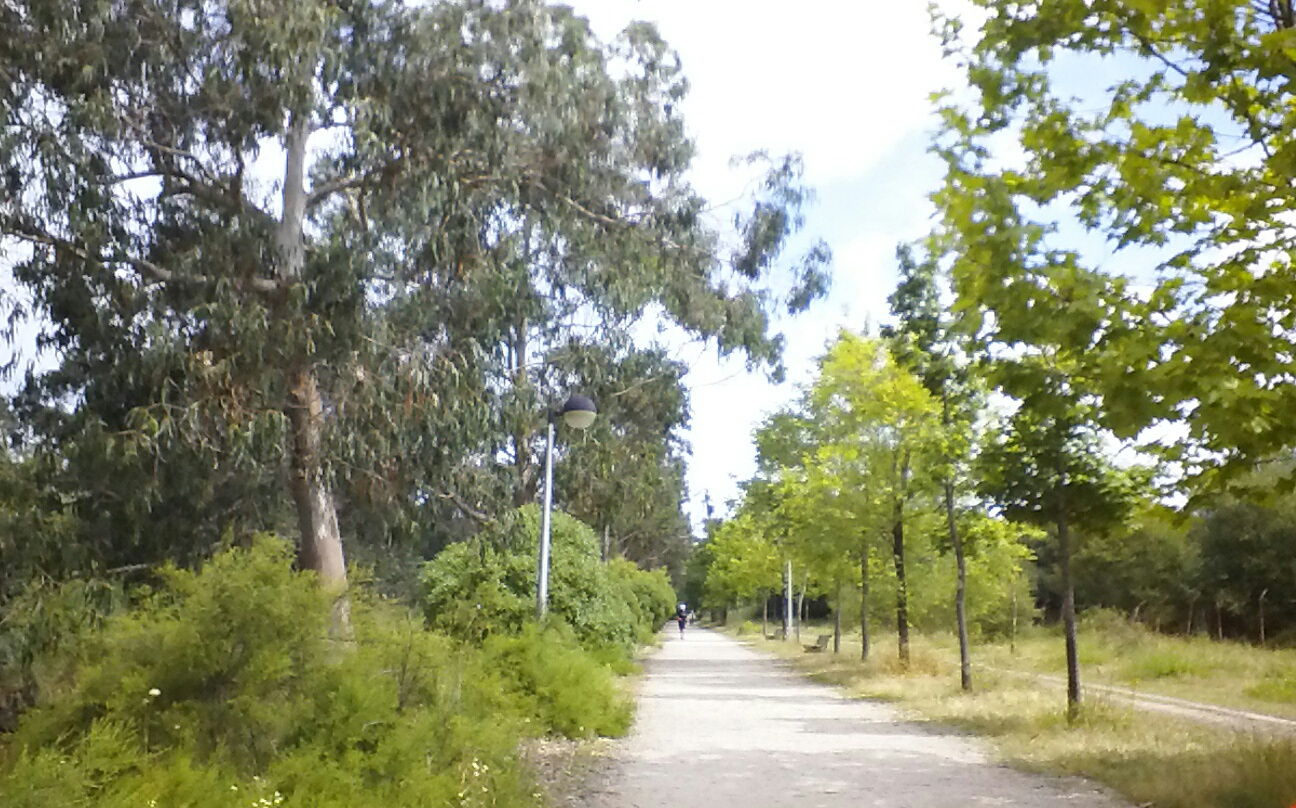
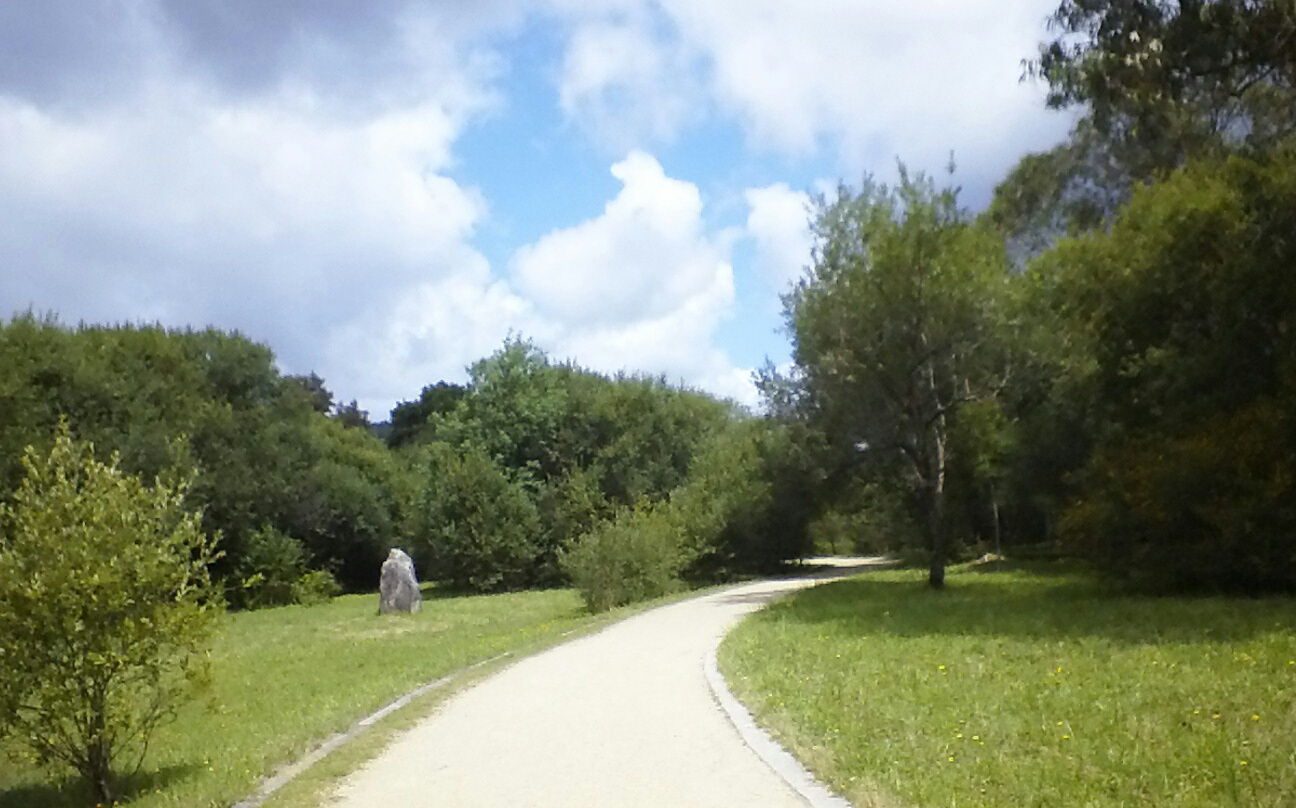
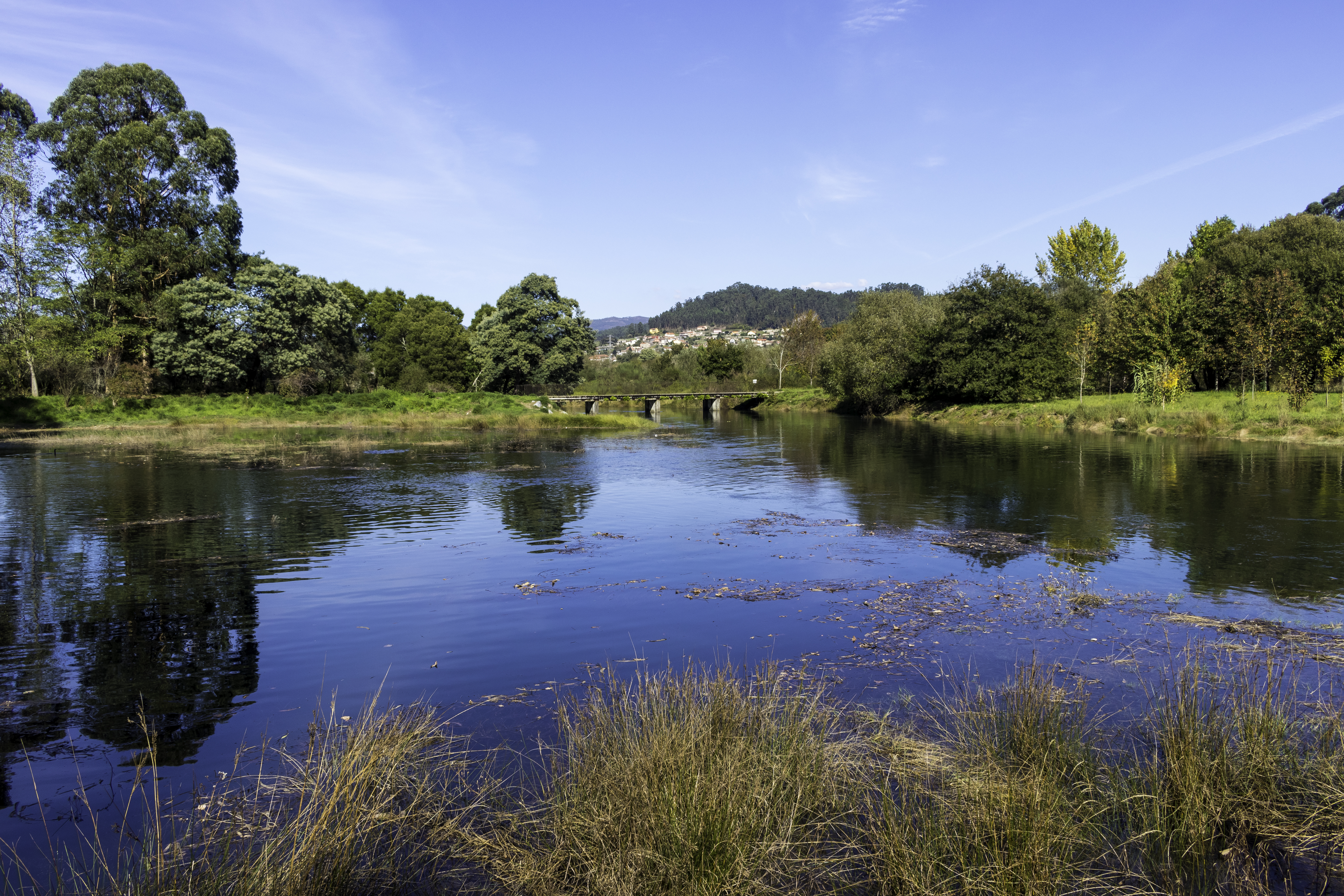

### Artigos relacionados
- O Burgo
- Ilha das Esculturas
- Alameda de Pontevedra
- Parque das Palmeiras
- Lista dos parques naturais de Espanha